# 1933
1933 (MCMXXXIII) a fost un an obișnuit al calendarului gregorian, care a început într-o zi de duminică.

## Evenimente

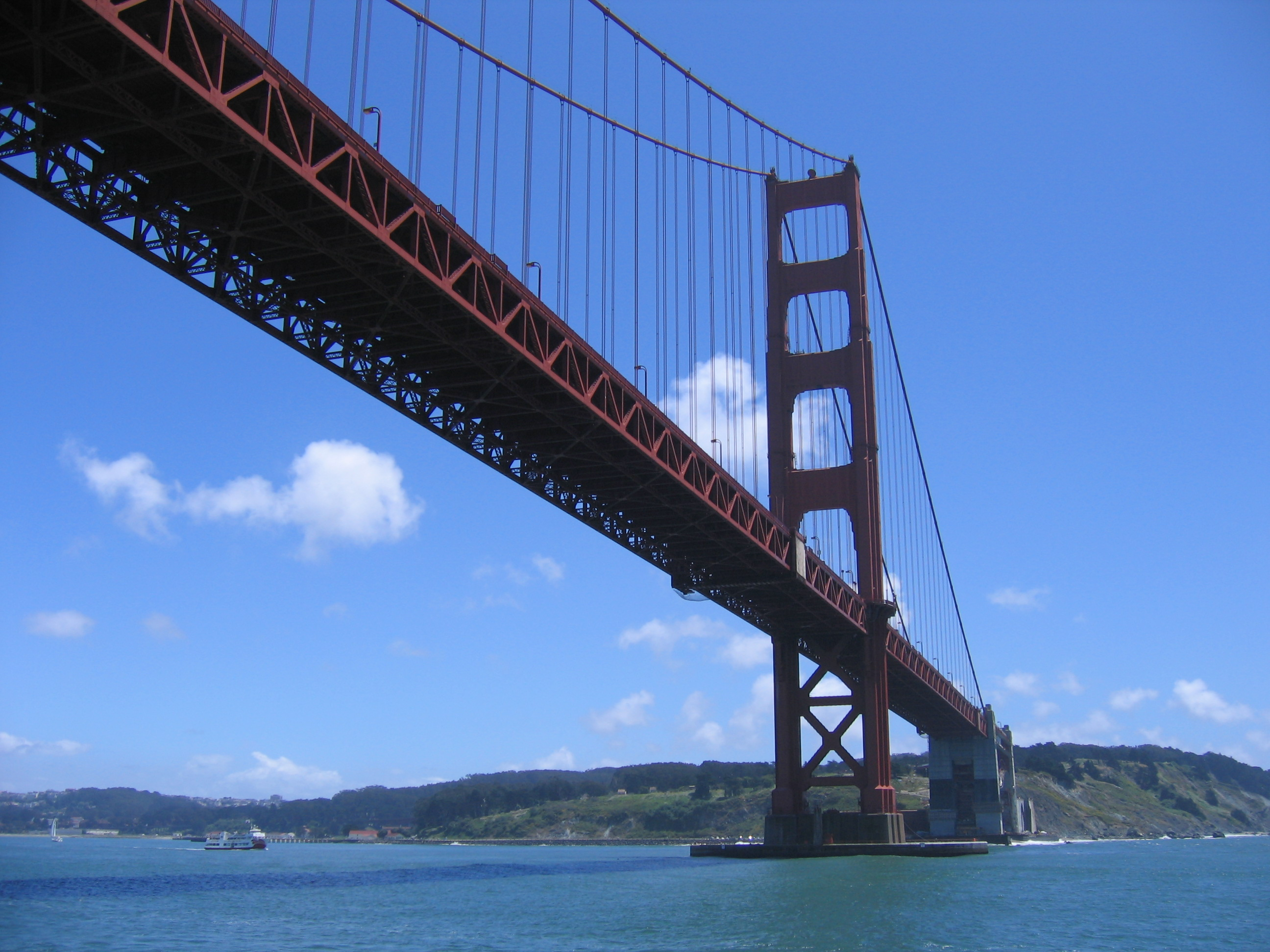
5 ianuarie: Începe construirea Podului Golden Gate în partea de vest a Statelor Unite care leagă orașul San Francisco de Sausalito.

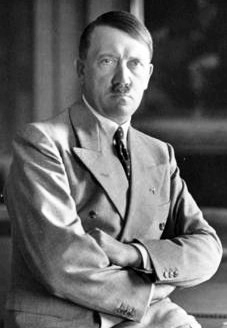
30 ianuarie: Adolf Hitler este numit Cancelar al Germaniei, de către președintele Paul von Hindenburg.

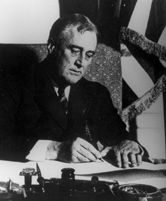
4 martie: Democratul Franklin Delano Roosevelt devine cel de-al 32-lea președinte al Statelor Unite.

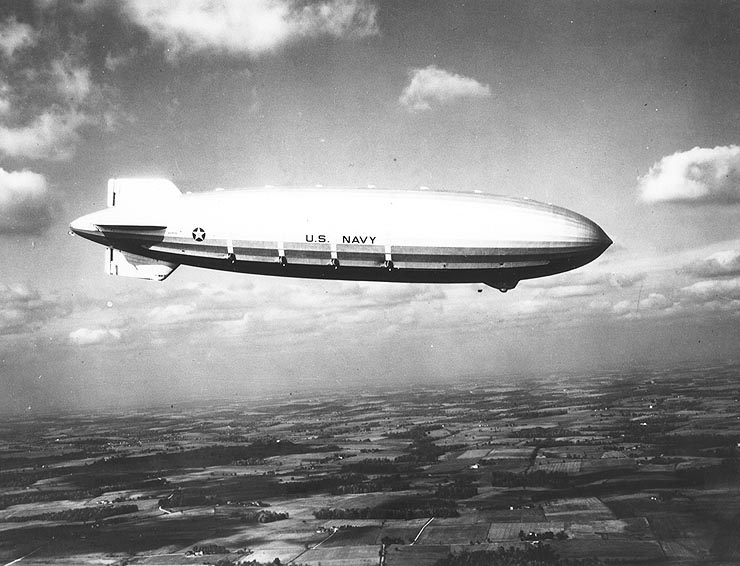
4 aprilie: Dirijabilul american, Akron, se prăbușește în largul coastei din New Jersey, omorând 73 de oameni. Este cel mai grav accident aviatic din istoria de până la acest moment și până în 1950.

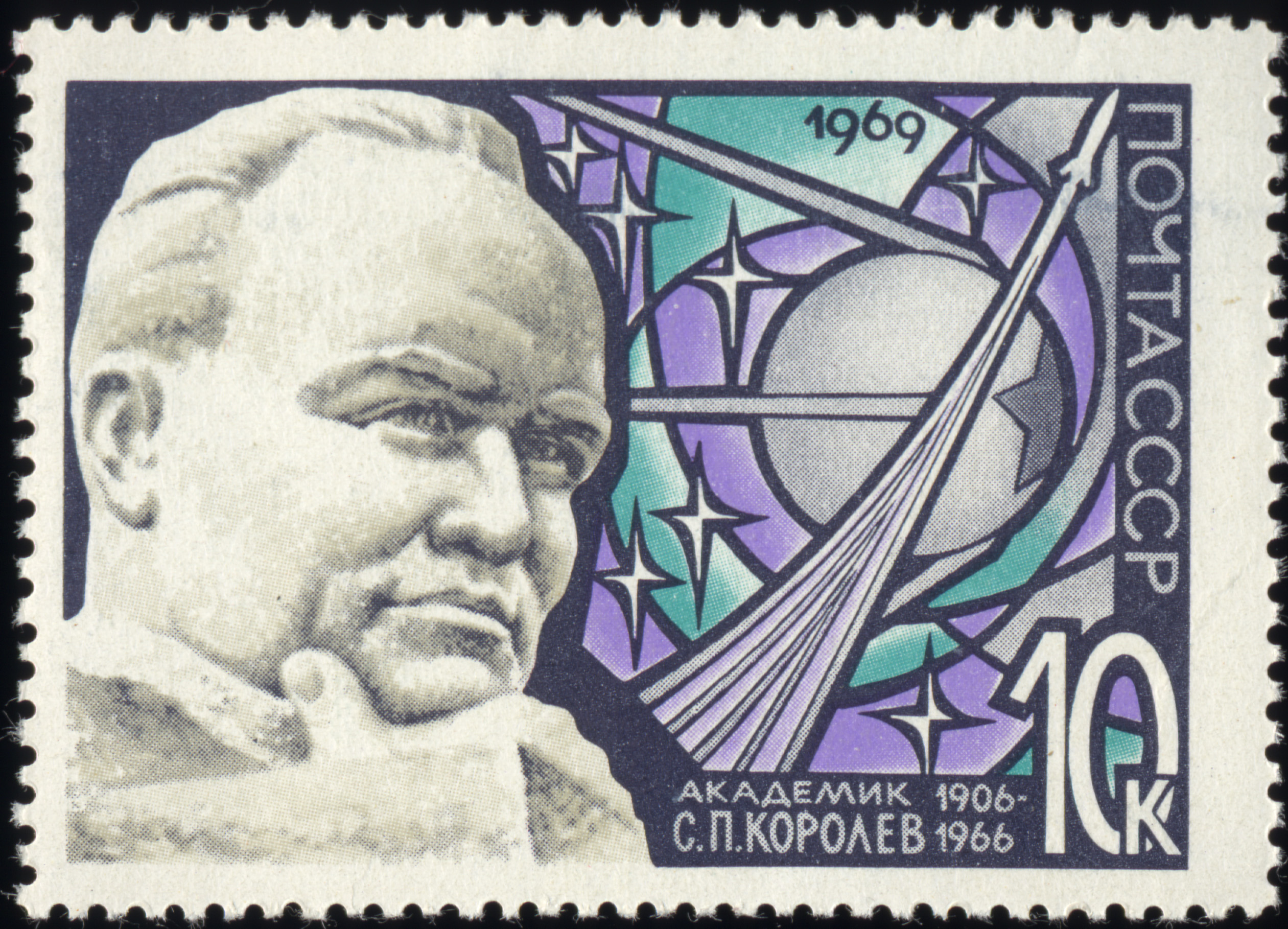
17 august: Korolev începe programul sovietic de rachete.

12 septembrie: Fizicianul Leó Szilárd, în timp ce aștepta la culoarea roșie a semaforului la Russell Square în Bloomsbury, concepe ideea de reacție nucleară în lanț.

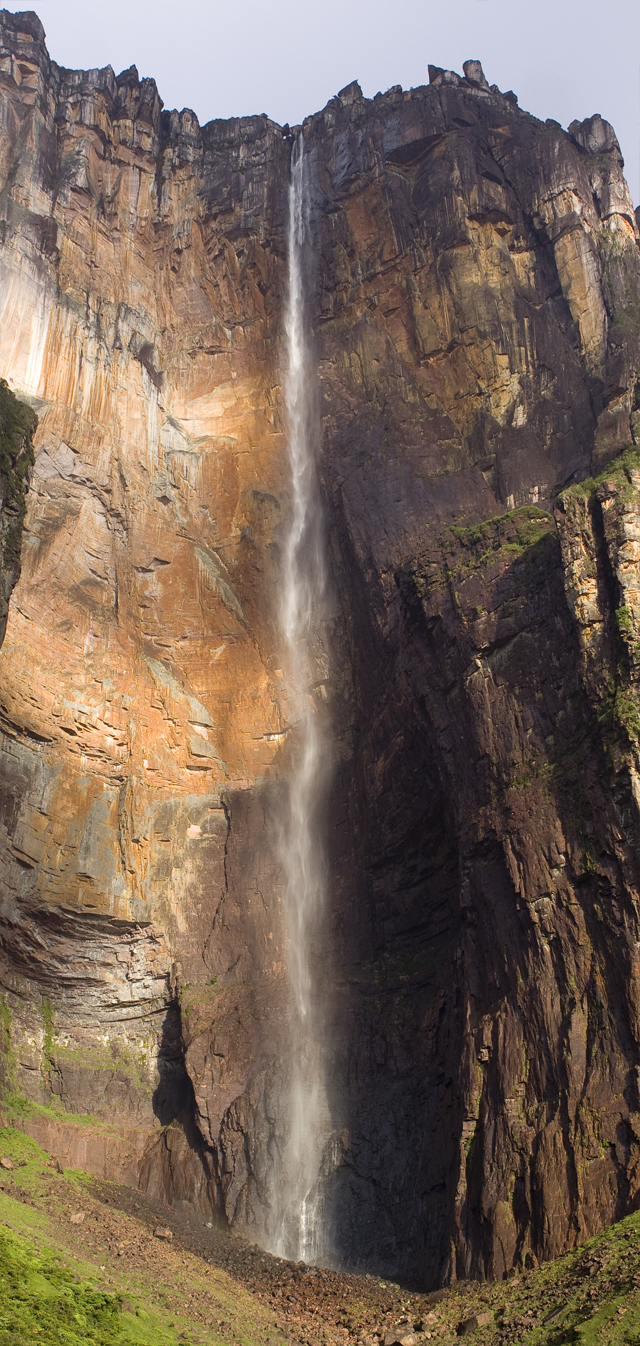
16 noiembrie: Jimmy Angel "descoperă" Cascada Îngerului din Venezuela, cea mai înaltă cascadă din lume.

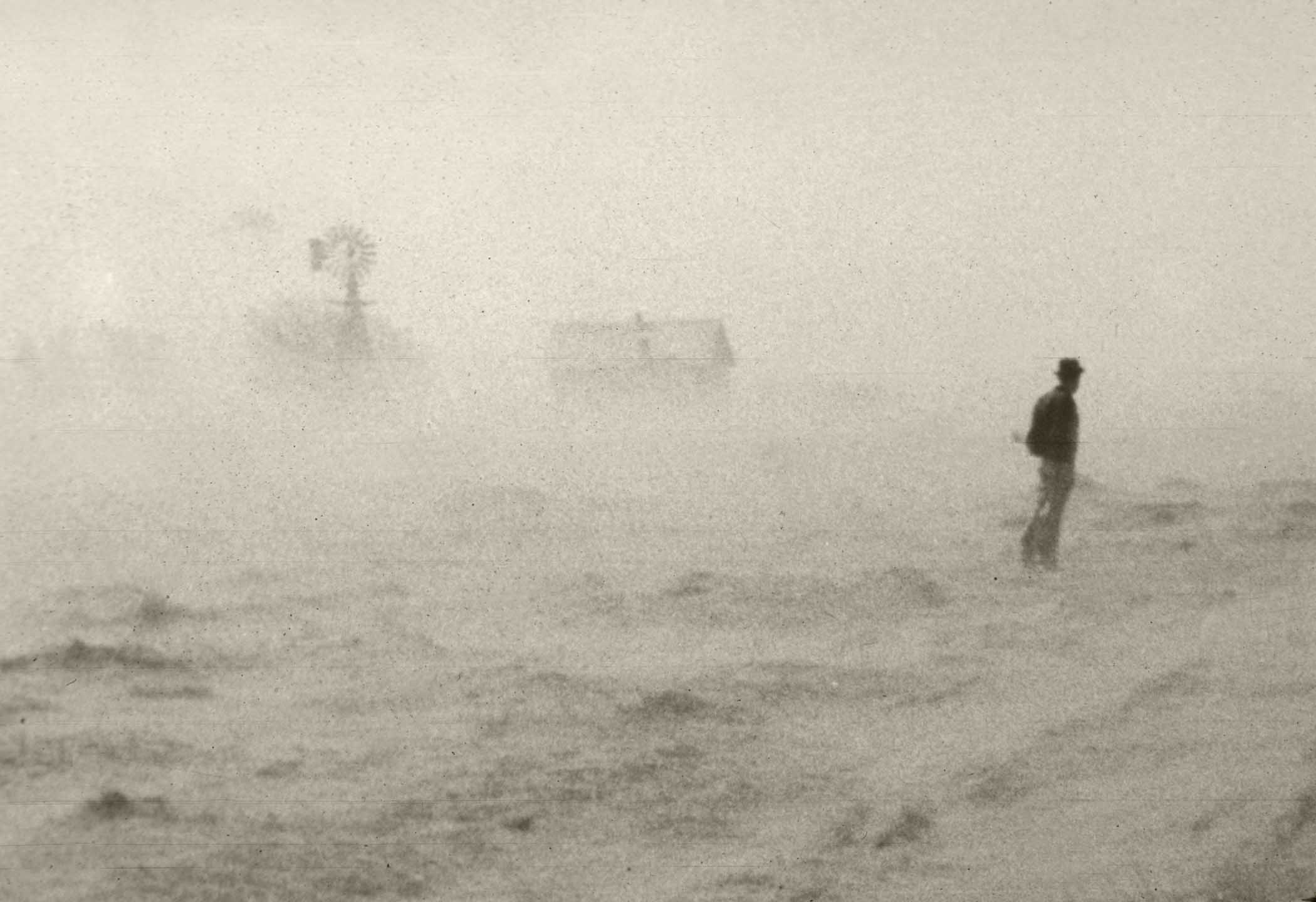
11 noiembrie: Furtunile "Dust Bowl" încep în Statele Unite.

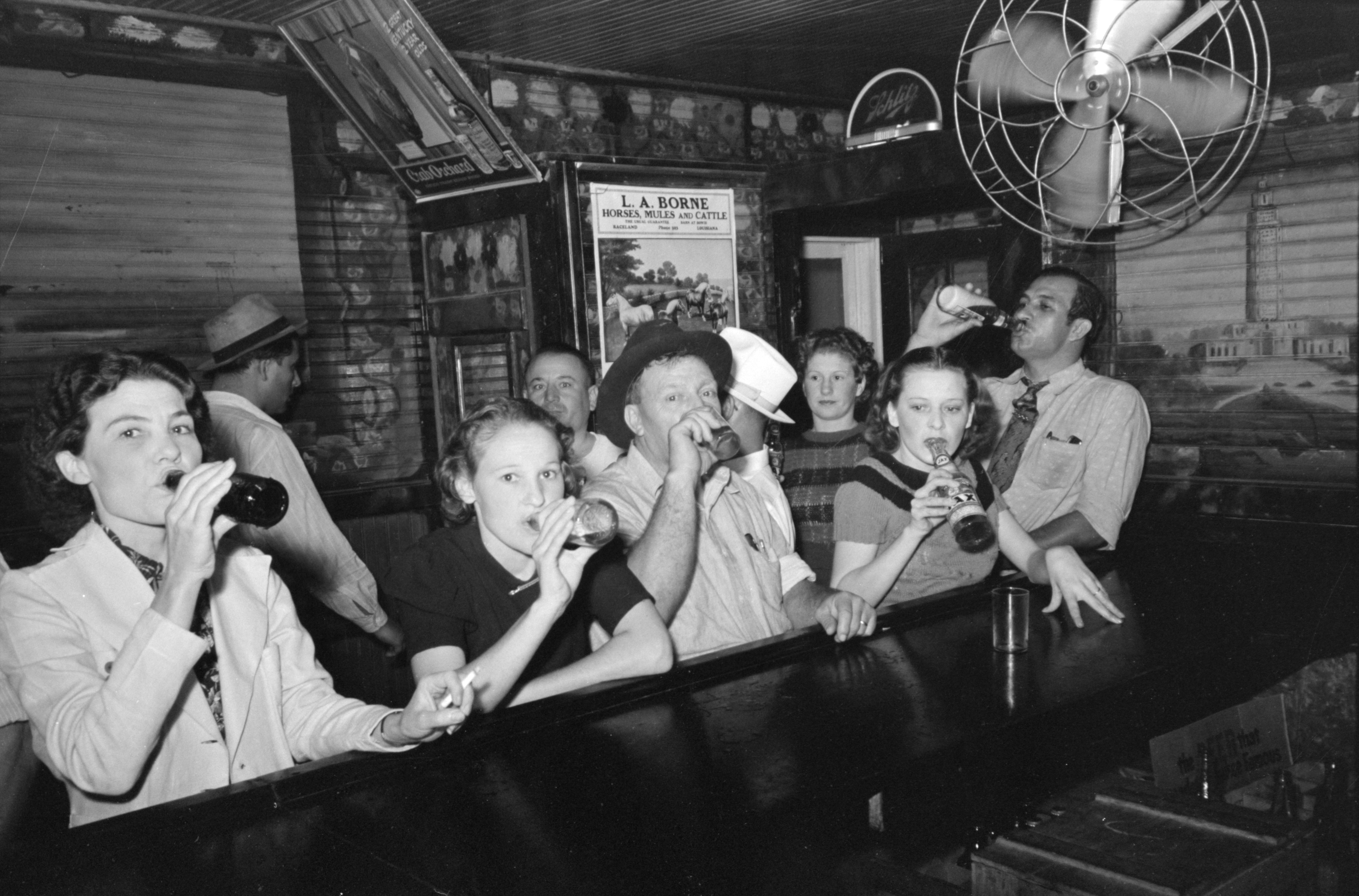
5 decembrie: Sfârșitul prohibiției în Statele Unite.

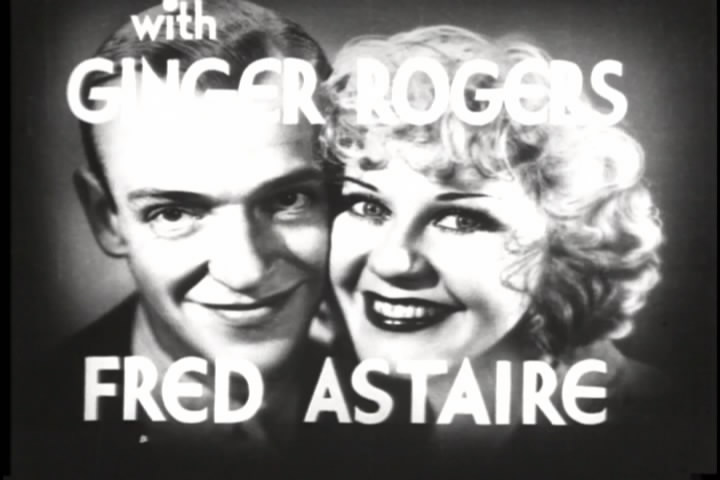
29 decembrie: Ginger Rogers și Fred Astaire apar în primul lor film.

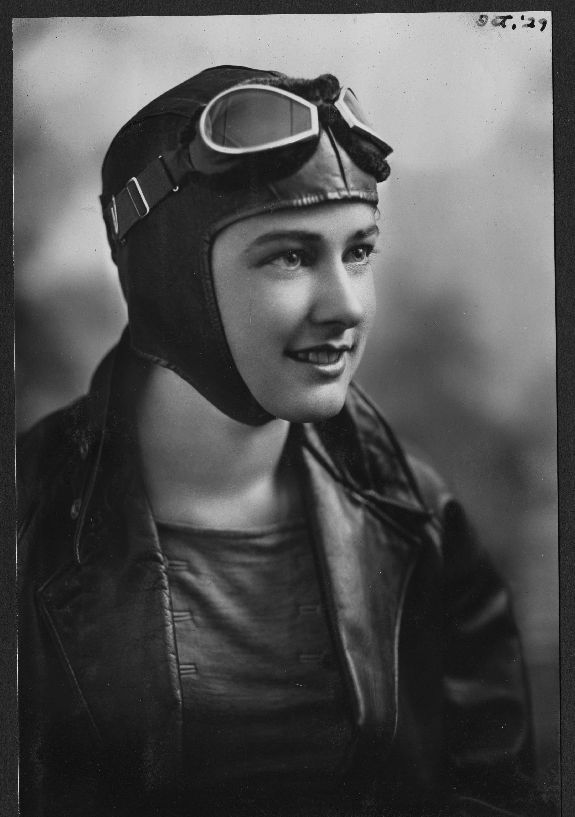
30 decembrie: Helen Richey (foto), stabilește împreună cu Frances Marsalis, un nou record mondial de anduranță și zbor.

### Ianuarie
- 1 ianuarie: Uniunea Sovietică începe al doilea Plan cincinal cu scopul de a crește mai mult decât dublu produsul intern brut, de la 43 miliarde ruble la 93 miliarde, până la 31 decembrie 1937.[1]
- 5 ianuarie: Începe construirea Podului Golden Gate în partea de vest a Statelor Unite care leagă orașul San Francisco de Sausalito.
- 7 ianuarie: Dictatorul sovietic Iosif Stalin se adresează Comitetului Central al Partidului Comunist Sovietic cu privire la rezultatele primului său plan cincinal, raportând că producția industrială sovietică s-a triplat (creștere de 219%), în timp ce în aceeași perioadă, "producția în Statele Unite ale Americii a scăzut la 56%, în Marea Britanie la 80%, în Germania la 55%, iar în Polonia la 54%", ca dovadă că sistemul sovietic este fost superior capitalismului.[2]
- 14 ianuarie: Demisia guvernului Iuliu Maniu după dezacordul cu Regele Carol al II-lea și începutul guvernării Al Vaida–Voievod.
- 17 ianuarie: Congresul Statelor Unite votează favorabil pentru independența Filipine, împotriva părerii președintelui american Herbert Hoover.
- 23 ianuarie: Vizita în România a Regelui Alexandru I al Iugoslaviei și a Reginei Maria a Iugoslaviei (a doua fiică a Regelui Ferdinand I al României și Reginei Maria a României).
- 28 ianuarie: Guvernul semnează „Acordul de la Geneva”, prin care se reeșalonează unele datorii externe, dar guvernul se angajează la noi reduceri de salarii și concedierea a 30% din muncitori și funcționari.
- 30 ianuarie: Adolf Hitler este numit în funcția de cancelar al Germaniei. Începutul dictaturii hitleriste în Germania. Desființarea Republicii de la Weimar.

### Februarie
- 13 februarie: România: Începe aplicarea celei de-a treia „curbe de sacrificiu” propusă de guvern la 17 ianuarie; reducerea salariilor și pensiilor cu 10-12,5% ceea ce a determinat un val de proteste în toată țara.
- 15 februarie: La București, a început greva ceferiștilor de la Atelierele Grivița (15-23 februarie).
- 16 februarie: La Geneva se semnează noul statut de reorganizare a Micii Înțelegeri (România, Cehoslovacia, Iugoslavia).

### Martie
- 4 martie: Franklin Delano Roosevelt (democrat) depune jurământul și devine cel de-al 32-lea președinte al Statelor Unite. În discursul de inaugurare, referindu-se la Marea criză economică, proclamă: "Singurul lucru de care trebuie să ne temem, este frica în sine". Este ultima dată când Ziua Inaugurării din Statele Unite are loc pe 4 martie.
- 5 martie: În alegerile din Germania, Național Socialiștii câștigă 43,9% din voturi.
- 10 martie: România: Se declanșează scandalul de corupție „Afacerea Skoda”. În urma unei descinderi la sediul firmei s-au găsit documente care vizau sistemul de apărare al țării, situația înarmării României ș.a.
- 23 martie: Reichstagul adoptă o lege prin care se acordă guvernului lui Adolf Hitler împuterniciri speciale.

### Aprilie
- 2 aprilie: Iuliu Maniu demisionează din funcția de președinte al PNȚ. La 6 mai va fi ales Alexandru Vaida-Voievod.
- 4 aprilie: Dirijabilul american, Akron, se prăbușește în largul coastei din New Jersey, omorând 73 de oameni. Este cel mai grav accident aviatic din istorie și până în 1950.
- 5 aprilie: Curtea Internațională de Justiție de la Haga decide că Groenlanda aparține de Danemarca și condamnă aterizările norvegiene din estul Groenlandei. Norvegia susține decizia.
- 14 aprilie: A apărut Legea privind crearea Fundațiilor Culturale Regale ale României.
- 20 aprilie: Adolf Hitler împlinește 44 de ani și pentru prima dată este celebrat cu sărbătoare națională în întreaga Germanie, inclusiv parade și slujbe speciale în onoarea sa.[3]
- 26 aprilie: S-a înființat Gestapo (Geheime staatspolizei), poliția secretă a Germaniei naziste.

### Mai

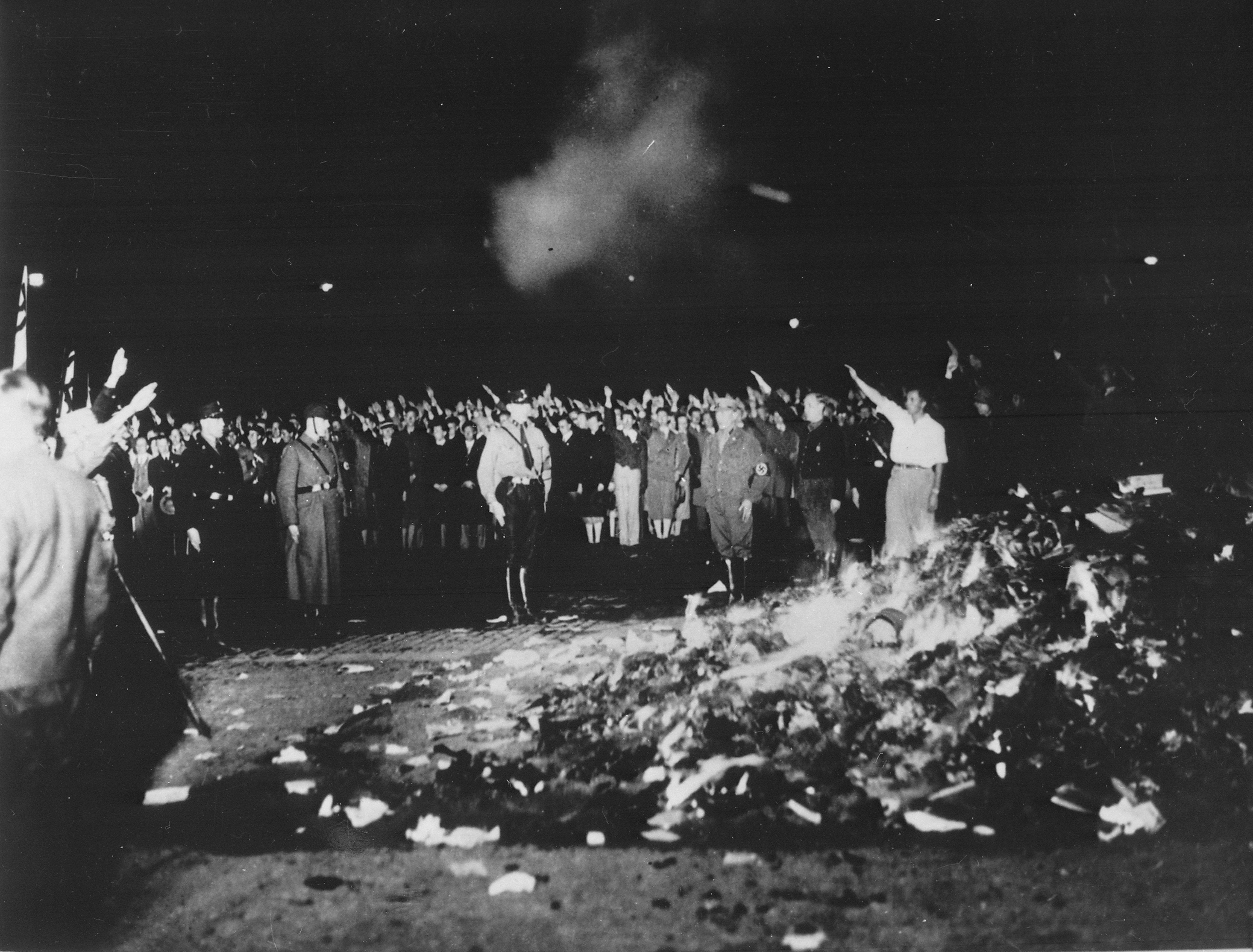
10 mai: Arderea cărților la Berlin

- 10 mai: NSDAP organizează în mod demonstrativ arderea cărților autorilor care nu corespund ideologiei naziste.
- 26 mai: Germania Nazistă adoptă o lege pentru sterilizarea eugenică.

### Iunie
- 3 iunie: La Bonn, Prințul Wilhelm al Prusiei, fiul de 26 de ani al fostului Prinț Moștenitor al Germaniei, se căsătorește cu o colegă studentă Dorothea von Salviati. Bunicul său, Kaiser Wilhelm al II-lea, a decretat că el a pierdut drepturile sale să domnească în caz de restaurare a monarhiei. O mulțime de 10.000 de oameni a aplaudat tinerii căsătoriți la ieșirea din biserică.[4]
- 21 iunie: Toate partidele non-naziste sunt interzise în Germania.

### Iulie
- 2 iulie: Regele Carol al II-lea a vizitat o fabrică de arme din apropierea Clujului (Cugir), când un soldat, speriat de un strigăt al unui ofițer din apropiere, a început să tragă cu noul model de mitralieră în direcția Regelui. Gloanțele au trecut la două picioare de monarh, care a scăpat nevătămat.[5]
- 4 iulie: Gandhi este condamnat la închisoare în India.
- 13 iulie: Din ordinul ministrului de interne Wilhelm Frick, salutul "Heil Hitler!" devine obligatoriu pentru toți angajații guvernului german.
- 14 iulie: În Germania, toate partidele politice, cu excepția celui nazist, au fost scoase în afara legii.
- 14 iulie: Legea pentru prevenirea bolilor ereditare (Gesetz zur Verhütung erbkranken Nachwuchses) a fost decretată în Germania nazistă inițial fiind obligatorie sterilizarea persoanelor cu retard mental ("feeblemindedness ereditar"), tulburare bipolară, schizofrenie, epilepsie și a persoanele născute cu handicap. Între 1933 și 1945, 400.000 de germani au fost în imposibilitatea de a avea copii, deoarece definiția de boli mintale a fost extinsă pentru a include persoanele fără adăpost, prostituate, criminali mărunți și delincvenți minori. Cifrele oficiale nu au inclus evreii cu handicap, țiganii și alte persoane non-ariene, care nu au căzut sub jurisdicția "instanțelor de sănătate" și care au fost omorâți în lagărele de concentrare.[6]
- 17 iulie: Începe procesul ceferiștilor și petroliștilor arestați în februarie în timpul grevelor.
- 30 iulie: Cupa Davis: Marea Britanie învinge Franța.

### August
- 17 august: GIRD 09, prima rachetă sovietică propulsată de un motor cu un propulsor lichid, a fost lansată cu succes pentru prima dată după două eșecuri. Proiectată de Serghei Korolev și sponsorizată de către GRuppa Izucheniya Reaktivnogo Dvizheniya (GIRD), racheta a atins o altitudine fie de 40 de metri,[7] 400 de metri,[8] sau "în jur de 1.600 de metri".[9]

### Septembrie
- 12 septembrie: Fizicianul Leó Szilárd, în timp ce aștepta la culoarea roșie a semaforului la Russell Square în Bloomsbury, concepe ideea de reacție nucleară în lanț.

### Octombrie
- 4 octombrie: Germania părăsește Liga Națiunilor.
- 10 octombrie: Compania Procter&Gamble a lansat pe piață primul detergent de uz casnic, Dreft, care conținea surfactanți sintetici.
- 11 noiembrie: Dust Bowl: În Dakota de Sud începe o furtună de praf foarte puternică, (marele viscol negru), care poartă benzi de sol vegetal din terenurile agricole deshidratate (este una dintr-o serie de furtuni de praf din acel an dezastruos).
- 17 octombrie: Albert Einstein ajunge în Statele Unite unde se stabilește definitiv ca refugiat din Germania Nazistă și ocupă o poziție la Institutul pentru Studii Avansate, Princeton, New Jersey.

### Noiembrie
- 14 noiembrie: Începutul guvernării Ion Gh. Duca.
- 16 noiembrie: Cascada Îngerului din Venezuela, cea mai înaltă cascadă din lume, a fost descoperită de pilotul american, Jimmie Angel, care a fost prima persoană care a zburat deasupra și a reperat-o din avion.
- 16 noiembrie: Statele Unite și Uniunea Sovietică stabilesc relații diplomatice formale.
- 21 noiembrie: Ion Mihalache devine președinte al Partidului Național Țărănesc în urma demisiei lui Alexandru Vaida-Voievod.

### Decembrie
- 5 decembrie: Al 21-lea amendament la Constituția Statele Unite ale Americii trece; este abrogată prohibiția.
- 6 decembrie: Primul ministru, I. Gh. Duca, ține la radio un discurs ce va fi considerat testamentul său politic.
- 9 decembrie: Prin hotărârea Consiliului de Miniștri, guvernul național liberal scoate în afara legii Garda de Fier.
- 29 decembrie: Primul ministru Ion Gheorghe Duca este chemat de Regele Carol al II-lea la Sinaia să prezinte rezultatul alegerilor (din 20 decembrie). Este împușcat de un grup de legionari în gara din Sinaia.
- 29 decembrie: Ginger Rogers și Fred Astaire apar în primul lor film.
- 30 decembrie: Regele Carol al II-lea îl numește pe Constantin Angelescu prim-ministru al României.
- 30 decembrie: Un nou record mondial pentru cel mai lung zbor într-un avion a fost stabilit de către două femei, Frances Marsalis și Helen Richey. Zborul a început în 20 decembrie și după 236 de ore, cele două aviatoare au aterizat la 10:46, ora locală în Miami.

### Nedatate
- ianuarie: Industriașul Nicolae Malaxa construiește Uzinele Malaxa (numite după război, 23 August și Faur).
- ianuarie: Începe restaurarea Bisericii Patriarhiei care va dura până în 1935.
- ianuarie: Sub conducerea lui Petru Groza se înființează la Deva Frontul Plugarilor, o organizație politică de stânga a țăranilor români.
- noiembrie: Statele Unite recunosc guvernul sovietic, iar la 16 noiembrie cele două state vor stabili relații diplomatice.
- Dachau. Primul lagăr de concentrare nazist din Germania.
- Francesco Illy, inventator maghiar de origine română, fondează compania Illycaffè, specializată în producția de cafea și automate de cafea.
- Hitlerjugend. Organizație înființată de Adolf Hitler pentru educarea și antrenarea băieților cu vârste între 13-18 ani, în conformitate cu principiile naziste, sub comanda lui Baldur von Schirach.
- Se înființează Administrația Lucrărilor Publice (Public Works Administration) în SUA. A fost desființată în 1939.

## Arte, științe, literatură și filozofie
- André Malraux publică Condiția umană.
- Apare Cartea nunții, primul roman al lui George Călinescu.
- Apare, la Ed.Cultura Națională, Maitreyi, roman care îl face celebru la 26 de ani pe Mircea Eliade.
- Camil Petrescu publică Patul lui Procust.
- Lucian Blaga publică Cunoașterea luciferică.
- Mircea Eliade devine doctor în filosofie, cu teza Istoria comparată a tehnicilor yoga iar la Universitate ține curs despre Problema răului în filosofia indiană.
- Pictorul Paul Klee, acuzat de bolșevism cultural părăsește Germania și se întoarce la Berna, Elveția.
- Revoluționarul rus Leon Troțki publică Revoluția rusă.

## Nașteri

### Ianuarie

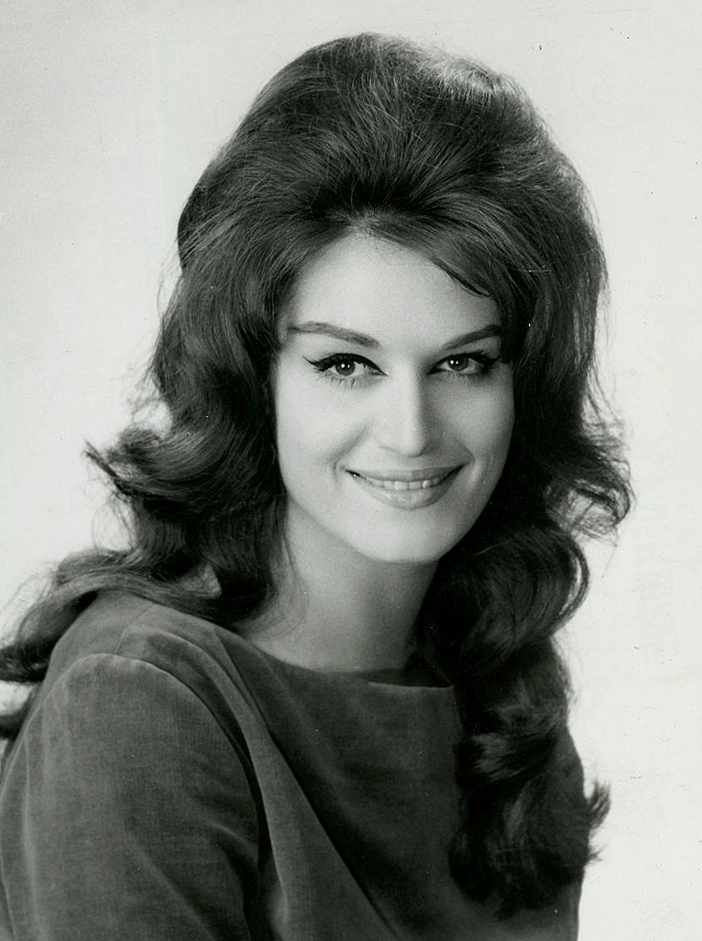
Dalida, cântăreață franceză
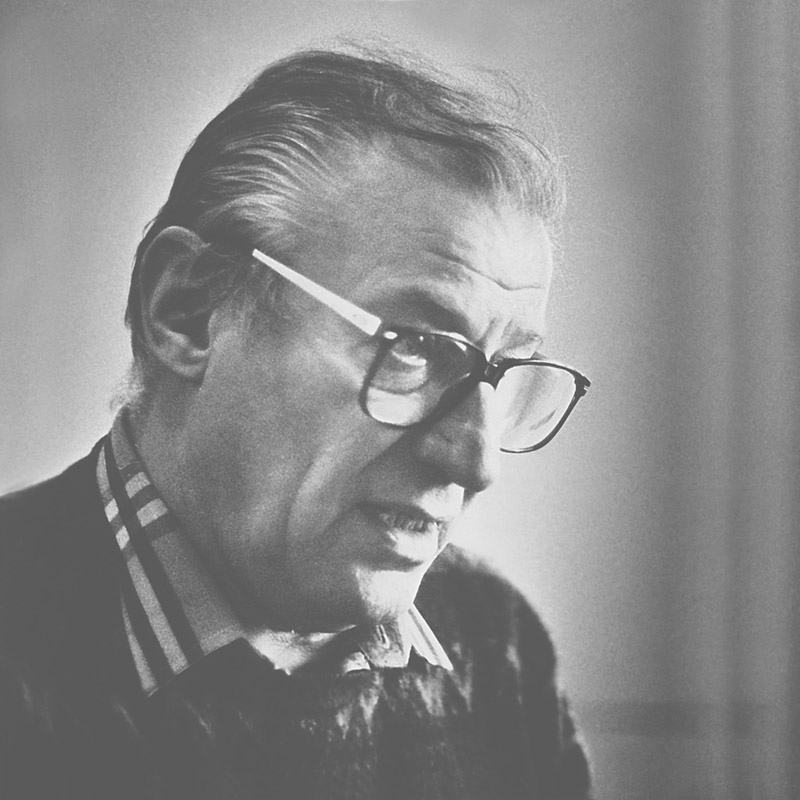
Victor Rebengiuc, actor român de film, teatru, radio, televiziune și voce
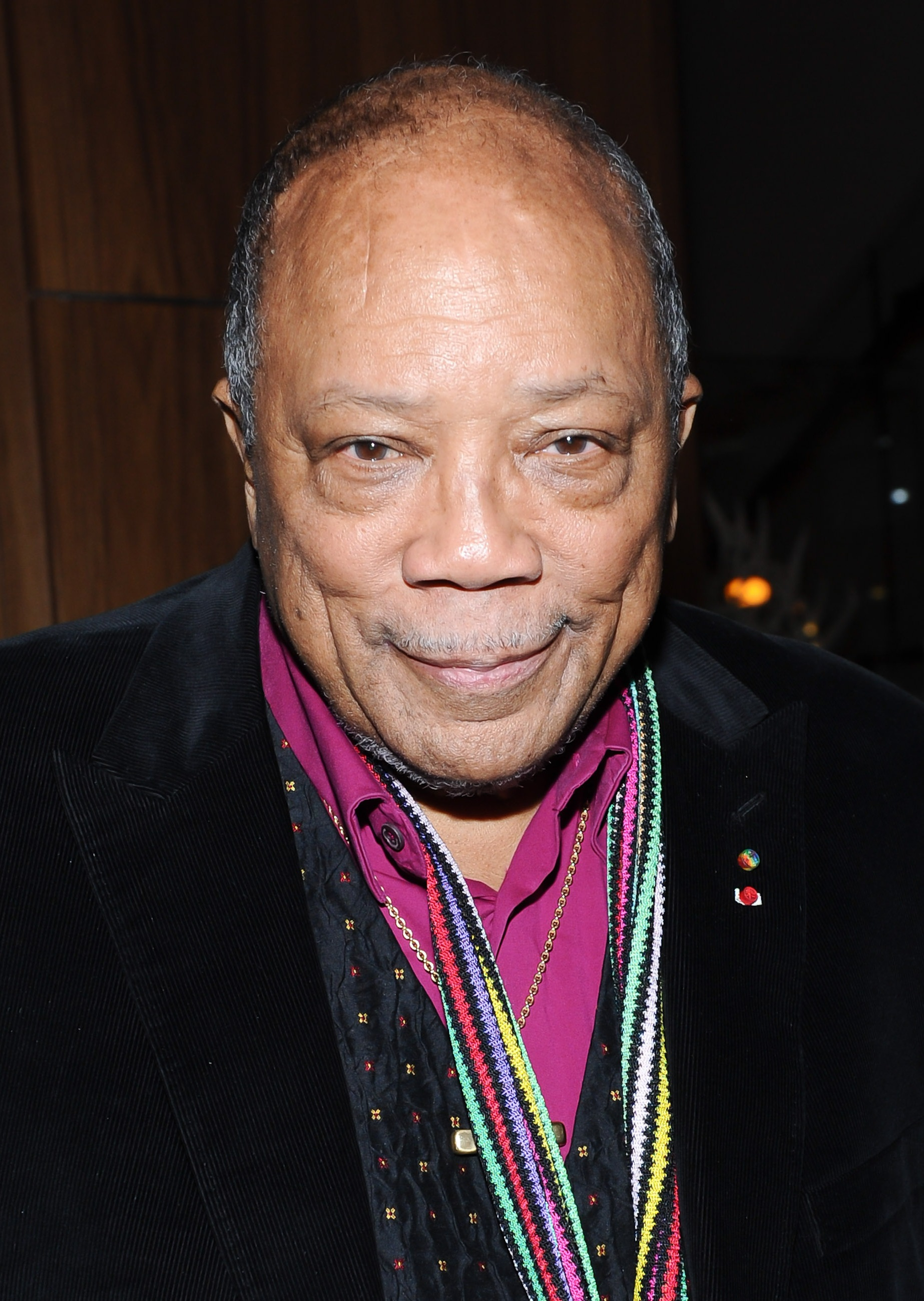
Quincy Jones, muzician american
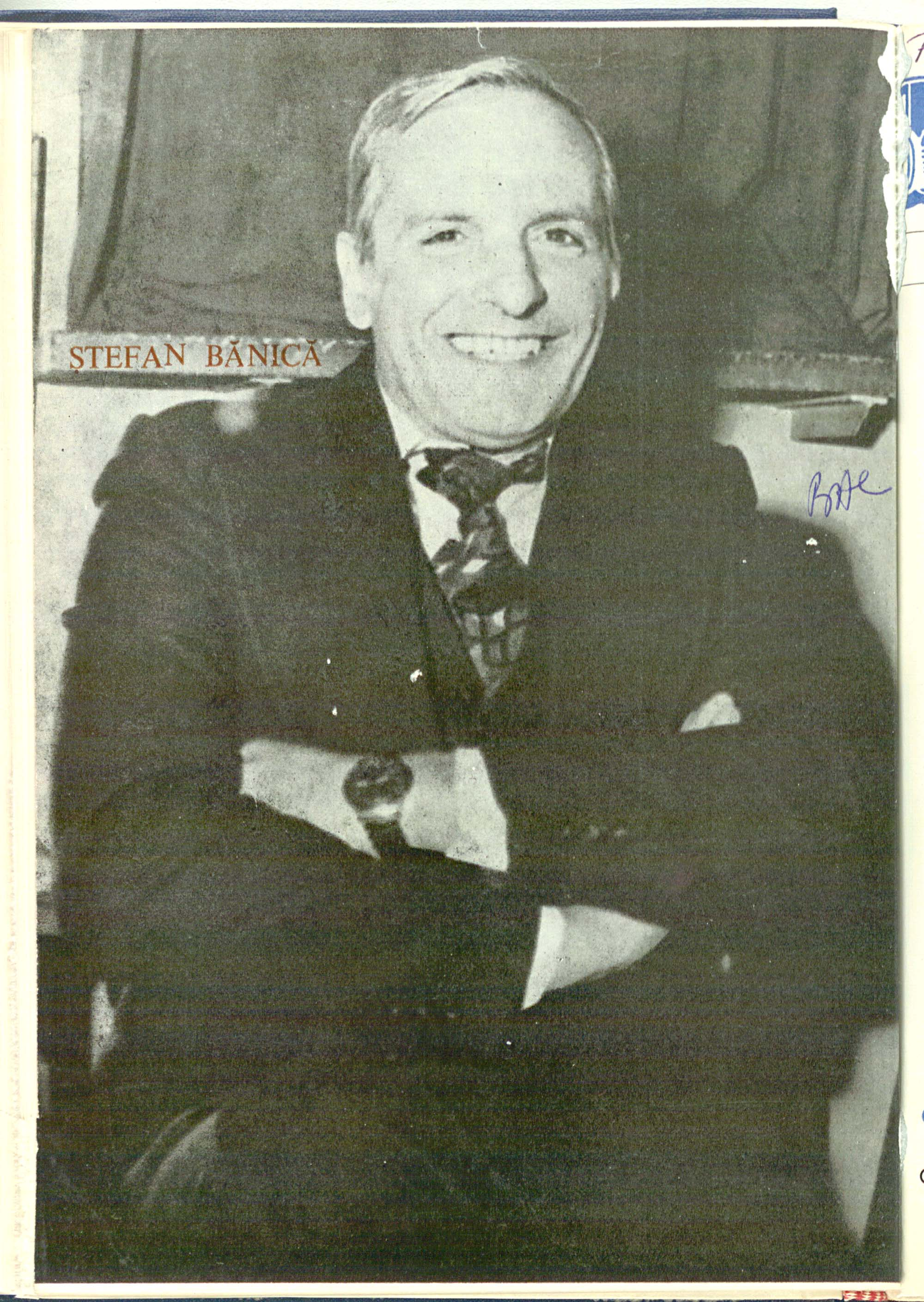
Ștefan Bănică, actor român de teatru și film
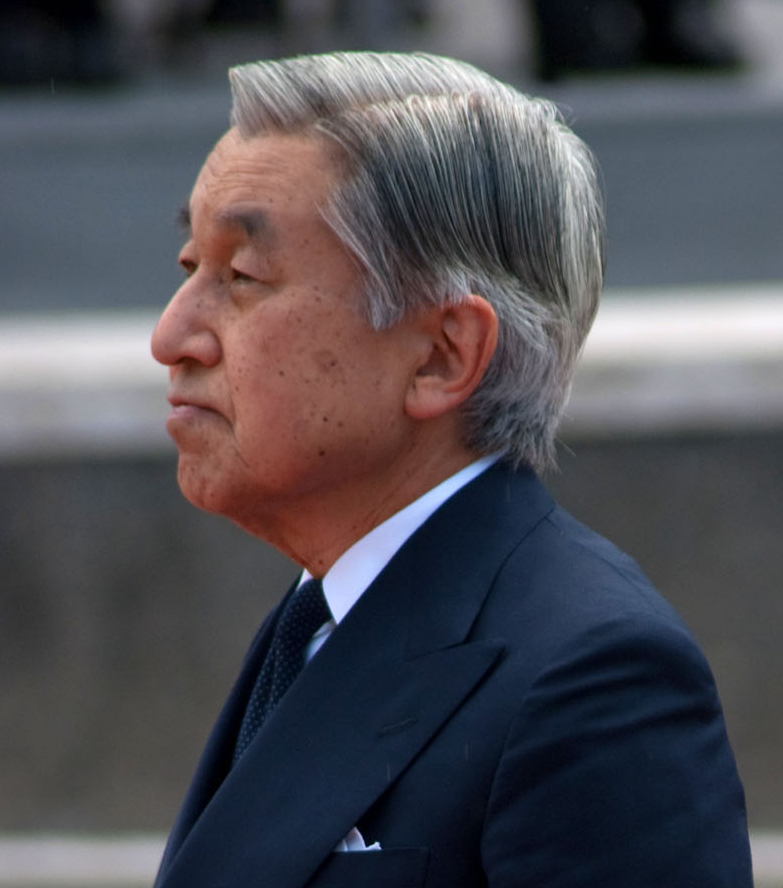
Akihito, împărat al Japoniei

- 2 ianuarie: Ion Băieșu (n. Ion Mihalache), scriitor român (d. 1992)
- 6 ianuarie: Mark Forest, bodybuilder și actor american (d. 2022)
- 17 ianuarie: Dalida (n. Iolanda Cristina Gigliotti), cântăreață franceză de etnie egipteană (d. 1987)

### Februarie
- 9 februarie: Amita Bhose, important eminescolog, prima traducătoare a lui Mihai Eminescu în bengaleză (d. 1992)
- 10 februarie: Victor George Rebengiuc, actor român de film, teatru, radio, televiziune și voce
- 12 februarie: Constantin Costa-Gavras (n. Konstantinos Gavras), regizor, scriitor de etnie greacă
- 15 februarie: Iosif Sava (n. Iosif Segal), muzicolog, realizator de emisiuni radio și TV de etnie evreiască (d. 1998)
- 18 februarie: Yoko Ono Lennon, artistă de origine japoneză, soția lui John Lennon
- 18 februarie: Sir Bobby Robson (Robert William Robson), fotbalist englez (atacant), antrenor și selecționer al Naționalei de fotbal a Angliei (d. 2009)

### Martie
- 5 martie: Walter Kasper, cardinal german
- 6 martie: Margareta Pogonat, actriță română de teatru și film (d. 2014)
- 6 martie: Dan Puican, actor și regizor român (d. 2021)
- 14 martie: Quincy Jones, muzician american (d.2024)
- 31 martie: Nichita Stănescu, poet, eseist român, laureat al Premiului Herder (d. 1983)

### Aprilie
- 2 aprilie: György Konrád, eseist, filosof, romancier maghiar, laureat al Premiului Herder (d. 2019)
- 5 aprilie: Romulus Vulpescu, autor român (d. 2012)
- 8 aprilie: Florin Constantiniu, istoric român (d. 2012)
- 9 aprilie: Jean Paul Charles Belmondo, actor francez de film (d. 2021)
- 12 aprilie: Montserrat Caballé, soprană spaniolă (d. 2018)
- 26 aprilie: Arno Allan Penzias, fizician de etnie germană, laureat al Premiului Nobel (1978) (d.2024)

### Mai
- 3 mai: James Brown, cântăreț și compozitor american (d. 2006)
- 3 mai: George Constantin, actor român film, radio, teatru și TV (d. 1994)
- 17 mai: Thérèse Steinmetz, actriță, cântăreață și pictoriță neerlandeză
- 25 mai: Eugen Simion, critic literar român (d.2022)

### Iunie
- 16 iunie: Gheorghe Volcovinschi, cercetător și inventator român (d.2019)

### Iulie
- 12 iulie: Alexandru Ivasiuc, prozator român (d. 1977)
- 16 iulie: Gheorghe Cozorici, actor român de film și teatru (d. 1993)
- 20 iulie: Ciprian Foiaș, matematician american de etnie română (d. 2020)

### August
- 10 august: Constantin Pițigoi, violonist român de etnie romă (d. 2010)
- 14 august: Bryce Courtenay, scriitor australian (d. 2012)
- 18 august: Just Fontaine, fotbalist francez, cel mai bun marcator al Campionatului Mondial de Fotbal (1958) (d.2023)
- 18 august: Roman Polanski (Rajmund Roman Thierry Polański), regizor de film francez de etnie poloneză
- 21 august: Kadriye Nurmambet, cântăreață de muzică populară turcească și tătărească (d. 2023)
- 25 august: Rune Urban Gustafsson, chitarist suedez (d. 2012)

### Septembrie
- 10 septembrie: Karl Lagerfeld, designer, fotograf și costumier german (d. 2019)
- 27 septembrie: Lina Medina (Lina Marcela Medina de Jurado), cea mai precoce mamă din lume, peruană

### Octombrie
- 20 octombrie: Ion Dichiseanu, actor român de teatru și film (d. 2021)
- 21 octombrie: Francisco Gento, jucător și antrenor spaniol de fotbal (d. 2022)
- 24 octombrie: Andrei Andrieș, fizician din R. Moldova, membru de onoare al Academiei Române (d. 2012)
- 24 octombrie: Draga Olteanu Matei, actriță română de film, teatru și TV (d. 2020)
- 29 octombrie: John Andrews, arhitect australiano-canadian (d. 2022)

### Noiembrie
- 3 noiembrie: Amartya Sen, economist indian, laureat al Premiului Nobel (1998)
- 9 noiembrie: Lucian Pintilie, regizor român de film (d. 2018)
- 11 noiembrie: Ștefan Constantin Bănică, actor român de teatru și film (d. 1995)
- 19 noiembrie: Larry King (n. Lawrence Harvey Zeiger), moderator american (d. 2021)
- 21 noiembrie: Anghel Dumbrăveanu, poet, prozator și traducător român (d. 2013)

### Decembrie
- 3 decembrie: Paul J. Crutzen, chimist neerlandez, laureat al Premiului Nobel (1995), (d. 2021)
- 23 decembrie: Akihito, al 125-lea împărat al Japoniei (1989-2019)

## Decese
- 8 ianuarie: Prințul Alfons al Bavariei (n. Alfons Maria Franz von Assisi Klemens Max Emanuel), 70 ani (n. 1862)
- 31 ianuarie: John Galsworthy, 65 ani, scriitor englez, laureat al Premiului Nobel (1932), (n. 1867)
- 5 februarie: Anibal Theohari, 59 ani, medic internist și balneolog român (n. 1873)
- 26 februarie: Marele Duce Alexandru Mihailovici al Rusiei, 66 ani (n. 1866)
- 26 februarie: Prințesa Thyra a Danemarcei, 79 ani, Prințesă Moștenitoare de Hanovra (n. 1853)

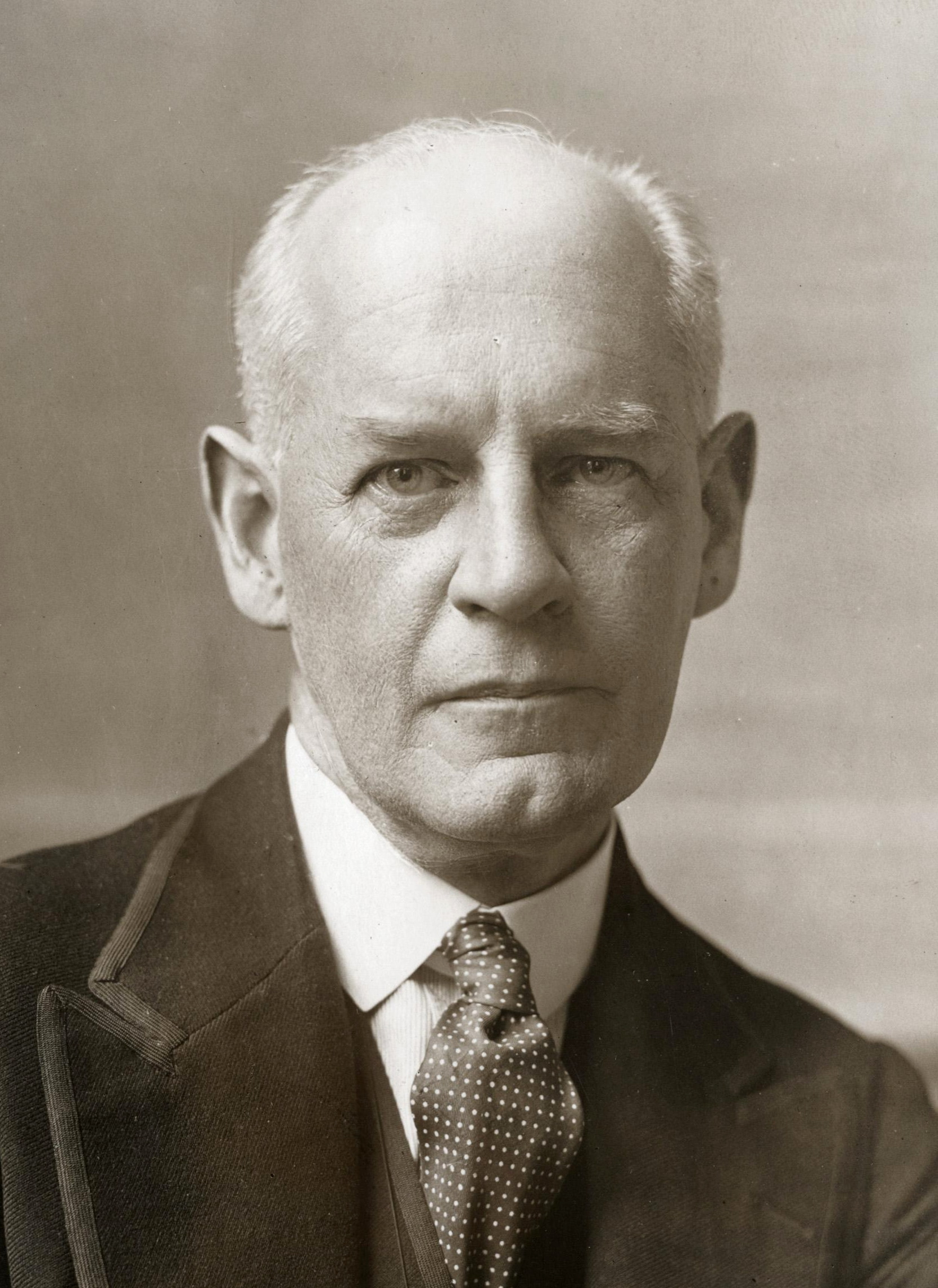
John Galsworthy, scriitor englez, laureat al Premiului Nobel
Mina Minovici, medic român
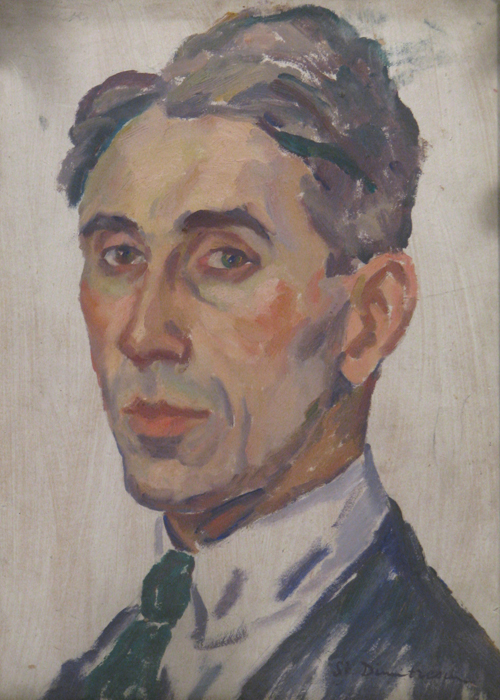
Ștefan Dimitrescu, pictor român
Mihail C. Șuțu, istoric și numismat român
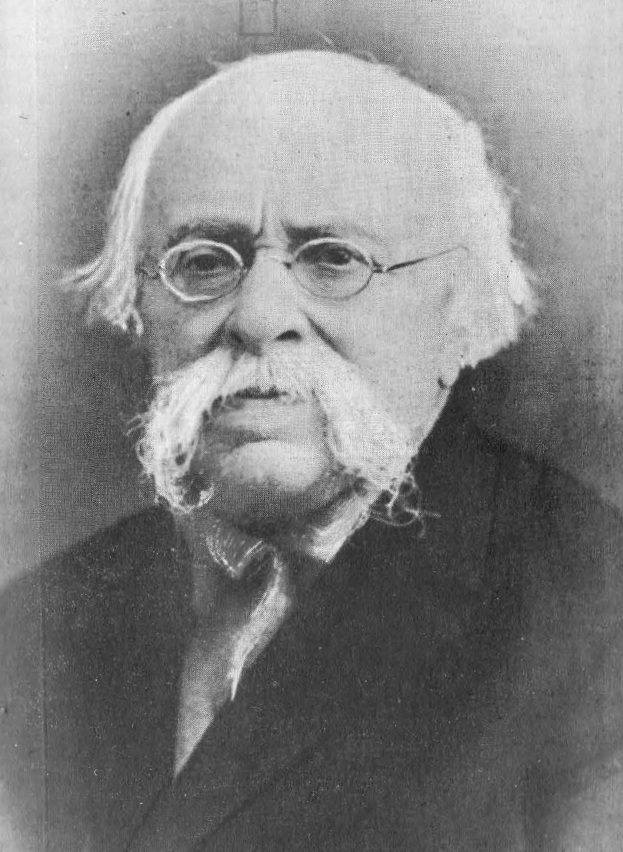
Alexandru Philippide, lingvist și filolog român

- 14 martie: Balto, câine de tracțiune rasa Husky Siberian (n. 1919)
- 18 martie: Luigi Amedeo, Duce de Abruzzi, 60 ani, prinț, alpinist italian, explorator artic și amiral în marina italiană (n. 1873)
- 27 martie: Prințesa Matilda a Saxoniei, 70 ani, fiica regelui George de Saxonia (n. 1863)
- 7 aprilie: Arhiducele Karl Stephen de Austria (n. Karl Stephan Eugen Viktor Felix Maria), 72 ani (n. 1860)
- 17 aprilie: Harriet Brooks, 58 ani, fiziciană canadiană (n. 1876)
- 22 aprilie: Henry Royce (n. Frederick Henry Royce), 70 ani, inginer si designer de automobile (Rolls-Royce Limited), (n. 1863)
- 25 aprilie: Mina Minovici, 75 ani, medic legist și farmacist român (n. 1858)
- 30 aprilie: Anna de-Noailles (n. Bibesco Bassaraba de Brancovan), 56 ani, scriitoare română de limba franceză (n. 1876)
- 6 mai: Li Ching-Yuen, erborizator chinez (n.1677)
- 10 mai: Maria Theresia, Prințesă de Toscana, 70 ani (n. 1862)
- 12 mai: Jean Bart (n. Eugeniu P. Botez), 56 ani, autor român (n. 1874)
- 22 mai: Ștefan Dimitrescu, 47 ani, pictor român (n. 1886)
- 9 iulie: Mihail C. Șuțu, 92 ani, istoric și numismat român, membru titular al Academiei Române (n. 1841)
- 14 iulie: Raymond Roussel, scriitor, dramaturg și poet francez (n. 1877)
- 20 iulie: Prințesa Elisabeth de Anhalt, 75 ani, Mare Ducesă de Mecklenburg-Strelitz (n. 1857)
- 28 iulie: Zoltán Adorjáni, 52 ani, scriitor, poet maghiar din Transilvania (n. 1880)
- 12 august: Alexandru Philippide, 74 ani, lingvist și filolog român (n. 1859)
- 21 septembrie: Kenji Miyazawa, 37 ani, poet japonez și autor de literatură pentru copii (n. 1896)
- 25 septembrie: Paul Ehrenfest, 53 ani, fizician și matematician austriac (n. 1880)
- 4 decembrie: Stefan George (Stefan Anton George), 65 ani, poet german (n. 1868)
- 21 decembrie: Knud Rasmussen (Knud Johan Victor Rasmussen), 54 ani, explorator danez (n. 1879)
- 24 decembrie: Aribert de Anhalt (Aribert Joseph Alexander von Anhalt), 67 ani, regent de Anhalt (n. 1866)
- 29 decembrie: Ion Gheorghe Duca, 54 ani, politician român, prim-ministru al României (1933), (n. 1879)

## Premii Nobel
- Fizică: Erwin Schrödinger (Austria), Paul Adrien Maurice Dirac (Regatul Unit)
- Chimie: O treime din premiul in bani a fost alocat Fondului Principal, iar celelalte două treimi au fost alocate Fondului Special aferent acestei categorii
- Medicină: Thomas Hunt Morgan (SUA)
- Literatură: Ivan Bunin (URSS)
- Pace: Sir Norman Angell (Regatul Unit)